# Cal Negre (Alpicat)
Cal Negre és una casa d'Alpicat (Segrià) inclosa a l'Inventari del Patrimoni Arquitectònic de Catalunya.

## Descripció
Gran casa que fa cantonada i consta de planta baixa, dos pisos i golfes. La façana principal té un arc adovellat a la planta baixa i dues obertures allindades en el primer pis, una de les quals dona a un balcó. En el segon pis hi ha dues finestres i en les golfes dues obertures quadrangulars molt petites. A sobre del portal hi ha inscrita la data "1741". A la façana lateral hi ha dues obertures per planta totes elles allindanades; les del primer i segon pis donen pas a un petit balcó i les de les golfes són petites i quadrangulars com les de la façana principal. Els murs són carreus regulars de pedra picada disposats en filades.

## Projecte
El juny de 2017, el ple de l'ajuntament va aprovar el projecte per rehabilitar Cal Negre com a futura seu de l'ajuntament, amb un pressupost de 1.065.202,17 euros. Les obres havien de començar el setembre del 2017 i estar plenament operatives a l'inici de 2019.
Finalment, el projecte ha sofert una sèrie de retards, les obres han estat aturades i s'hi ha destinat més pressupost.

## Controvèrsia
L'agost del 2019, l'oposició va forçar l'Alcalde, Joan Gilart, a convocar un ple extraordinari per tal de parlar, entre altres temes, sobre el futur de Cal Negre com a seu de l'ajuntament, demanant de fer una consulta popular. El gener del 2020, es van presentar 260 firmes per demanar una consulta sobre Cal Negre.
El desembre del 2019, es van lliurar més de 20 al·legacions al projecte sobre accessibilitat, energia renovable i sobre participació ciutadana.